# Gustavo Garcia-Siller
Gustavo Garcia-Siller MSpS (ur. 21 grudnia 1956 w San Luis Potosí) – amerykański biskup rzymskokatolicki, arcybiskup San Antonio od 2010.

## Życiorys
Jest najstarszy z piętnaściorga rodzeństwa. Po wstąpieniu do zgromadzenia Misjonarzy Ducha Świętego został wysłany do Stanów Zjednoczonych, by tam pełnić posługę wśród imigrantów języka hiszpańskiego w Kalifornii. Studiował jednocześnie w seminarium w Camarillo. Święcenia kapłańskie otrzymał 22 czerwca 1984. Podjął dalszą naukę w Guadalajarze (w tym mieście przyjął święcenia kapłańskie), a także w Rzymie na Uniwersytecie Gregoriańskim. W latach 1990–1999 był rektorem domów zakonnych w Lynwood, Long Beach i Portland. Pracował następnie jako kapłan archidiecezji Los Angeles. Od 2002 był superiorem swego zgromadzenia zakonnego dla USA i Kanady.
24 stycznia 2003 otrzymał nominację na pomocniczego biskupa Chicago i tytularnego biskupa Oescus. Sakry udzielił mu kardynał Francis George OMI, arcybiskup Chicago. Podczas posługi w Chicago był odpowiedzialny za pasterzowanie ludności hiszpańskojęzycznej. 14 października 2010 mianowany arcybiskupem San Antonio w Teksasie. Ingres miał miejsce 23 listopada 2010. Paliusz otrzymał z rąk papieża Benedykta XVI w dniu 29 czerwca 2011.